# Bampton Castle (Oxfordshire)
Bampton Castle er en tidligere middelalderborg der ligger i landsbyen Bampton, Oxfordshire, England.
Der er forskellige kilder til hvornår den blev opført. Én kilder skriver at den blev bygget som motte-fæstning i 1142 af Matilde af England under Stefan af Blois' styre. Ifølge en anden kilder blev borgen opført i 1314-15 under Edvard 1. af England af Aymer de Valence, jarl af Pembroke, der fik licens af kongen til at "skabe en borg af sit hus i Bampton."
Borgen blev revet ned ført 1789 men portbygningen blev inkorporeret i Ham Court der er en listed building af anden grad.